# Encyclopaedia of Mathematics

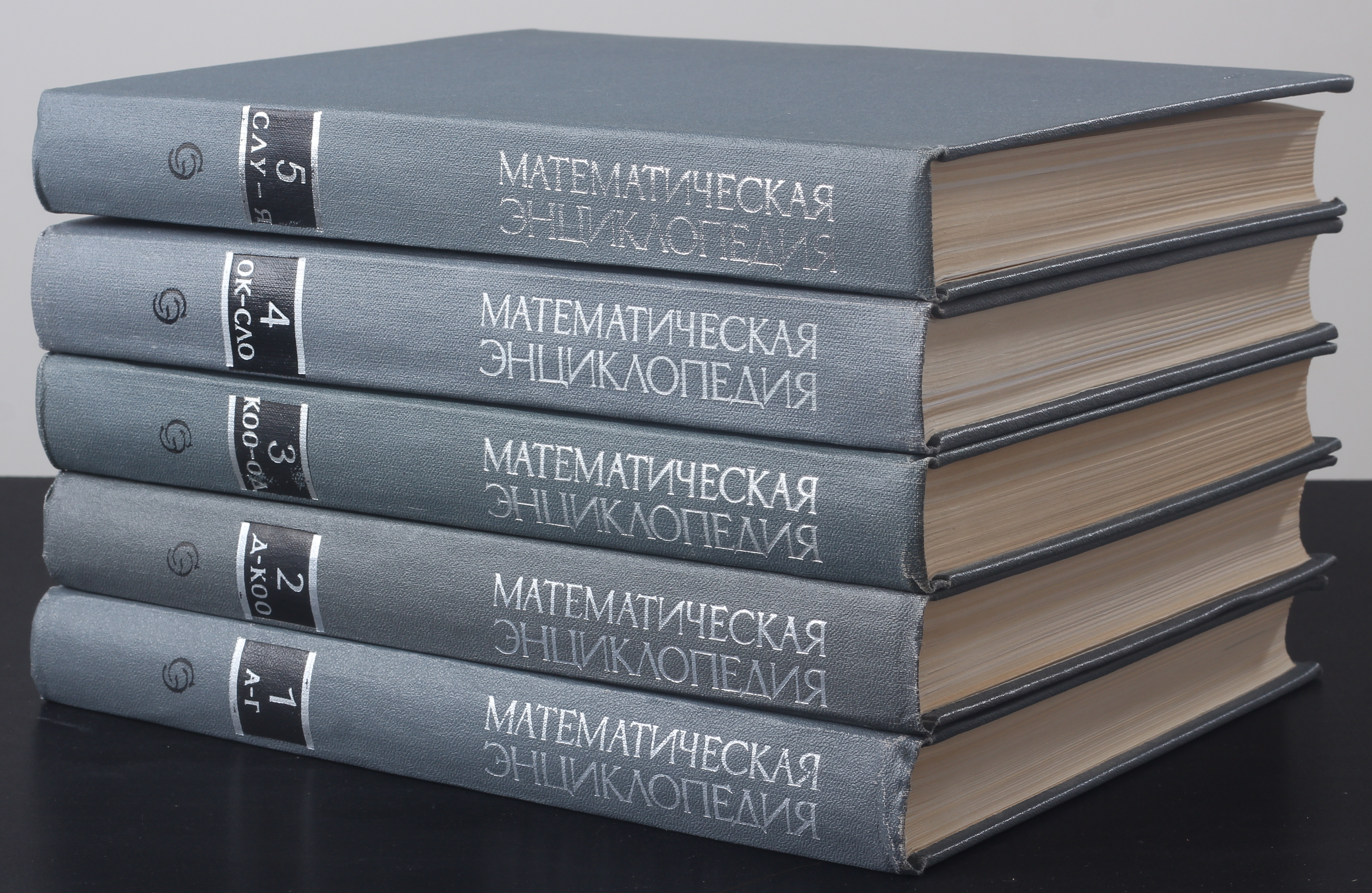

Encyclopaedia of Mathematics è un'ampia opera di riferimento sulla matematica, disponibile come serie di 10 + 3 volumi, sia in CD-ROM sia in una versione online liberamente consultabile, dapprima in versione statica e poi in una nuova veste dinamica, che fa uso di un software Wiki e rende disponibili con licenza libera tutte le voci nuove e tutte le modifiche apportate dai contributori a voci preesistenti.
La versione del 2002 contiene oltre 8.000 articoli che trattano molteplici aree della matematica mediante presentazioni di tono tecnico, in particolare ricche di formule e citazioni, con una fruibilità orientata al livello culturale di un laureato. L'enciclopedia è curata da Michiel Hazewinkel ed è stata pubblicata da Kluwer Academic Publishers fino al 2003, quando la casa editrice è stata incorporata da Springer. La versione su CD-ROM contiene animazioni e oggetti tridimensionali.
L'enciclopedia discende dalla traduzione dal russo della Matematicheskaya entsiklopediya sovietica, pubblicata nel 1977 e curata da Ivan Matveevič Vinogradov, con le successive estensioni costituite da commenti a molti degli articoli originali e da tre volumi di supplementi contenenti alcune migliaia di nuovi articoli.

## Formato Wiki
L'enciclopedia è divenuta fruibile sul dapprima con una versione statica e in seguito con una nuova versione dinamica, basata su un software Wiki, all'indirizzo http://www.encyclopediaofmath.org.

La versione wiki nasce da una collaborazione tra la casa editrice Springer e la European Mathematical Society. Per quanto riguarda i contenuti, la versione wiki riproduce interamente tutti quelli già offerti dalla precedente versione on line statica, ma tutte le voci possono essere aggiornate di volta in volta per rispecchiare gli ultimi progressi realizzati. Al fine di garantire l'accuratezza dei contenuti, tutte le voci sono sottoposte a un monitoraggio effettuato dai membri di un  comitato editoriale nominato dalla European Mathematical Society.

## Copyright
Riguardo al diritto d'autore, i contenuti dell'enciclopedia sono soggetti a un doppio regime giuridico, che rende la pubblicazione parzialmente a contenuto libero. 
- Tutte le voci originali della Encyclopaedia of Mathematics ricadono nel copyright della casa editrice[1]
- Tutte le nuove voci, i cui diritti appartengono agli autori e contributori, sono concesse con licenza libera Creative Commons Attribution Share-Alike License (CC BY-SA) e GNU Free Documentation License (GFDL, senza versione, priva di sezioni non modificabili, senza testo di copertina e retro copertina)[1].
- Tutte le nuove aggiunte a voci esistenti, sono equiparate alle nuove voci, e quindi fruibili con le medesime licenze libere (CC BY-SA e GFDL)[1].

## Versioni
- Matematicheskaya entsiklopediya. Vinogradov I.M. (Ed.) Moscow: Sov. Entsiklopediya (1977)
- Encyclopaedia of Mathematics (Volume 1) Hazewinkel, M. (Ed.), Vol. 1, Kluwer (1987) ISBN 1-55608-000-X,[3]
- Encyclopaedia of Mathematics (set) Hazewinkel, M. (Ed.), Kluwer (1994) ISBN 1-55608-010-7,[4]
- Encyclopaedia of Mathematics, Supplement I Hazewinkel, M. (Ed.) Kluwer (1997), ISBN 0-7923-4709-9,[5]
- Encyclopaedia of Mathematics, Supplement II Hazewinkel, M. (Ed.), Kluwer (2000) ISBN 0-7923-6114-8,[5]
- Encyclopaedia of Mathematics, Supplement III Hazewinkel, M. (Ed.), Kluwer (2002) ISBN 1-4020-0198-3[6]
- Encyclopaedia of Mathematics on CD-ROM, Hazewinkel, M. (Ed.), Kluwer (1998) ISBN 0-7923-4805-2